# Ernst Friedrich Sieveking

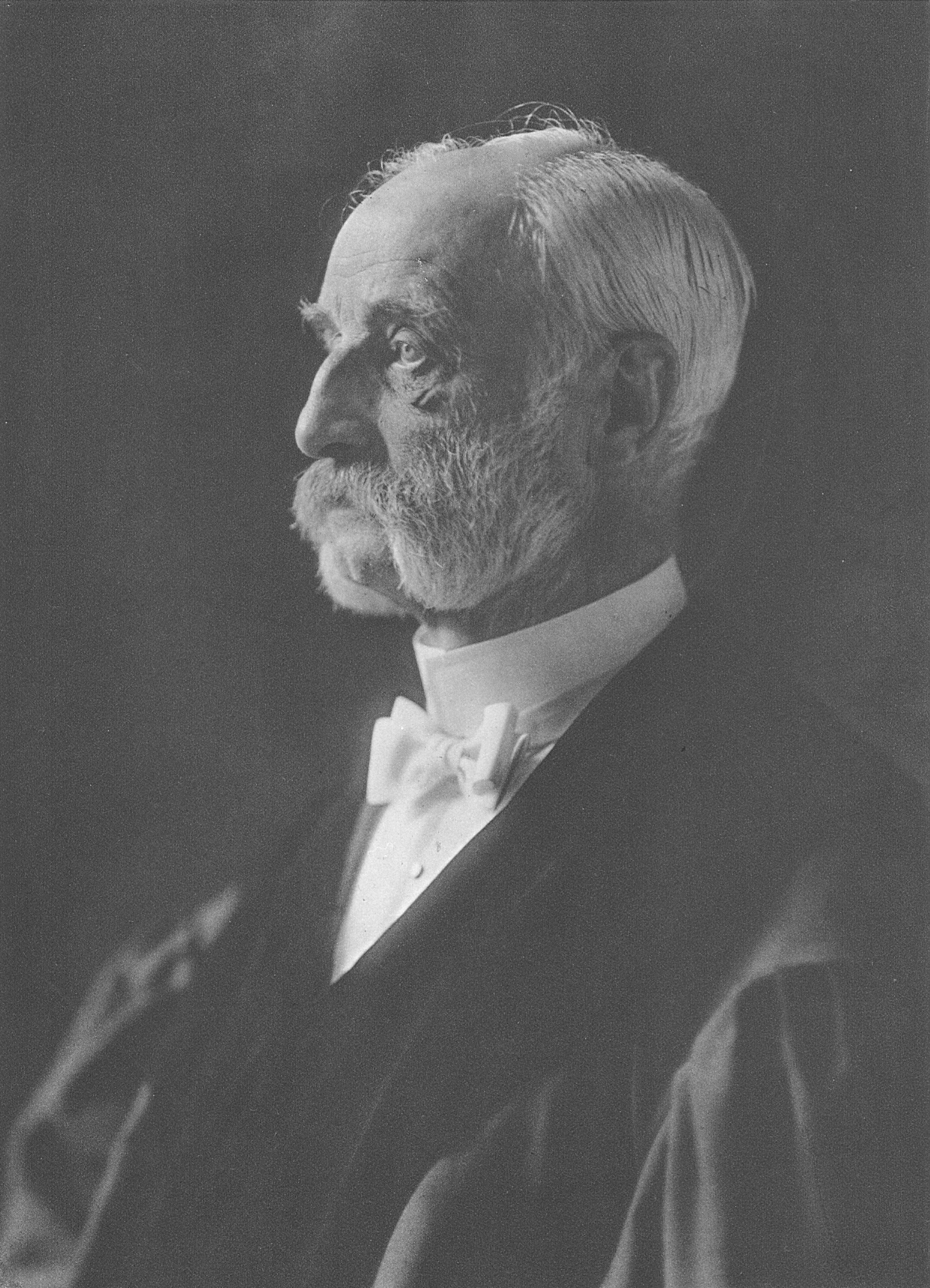
Ernst Friedrich Sieveking, 1905

Ernst Friedrich Sieveking (* 24. Juni 1836 in Hamburg; † 13. November 1909 ebenda) war ein deutscher Jurist, Hamburger Senator und Oberlandesgerichtspräsident.

## Leben

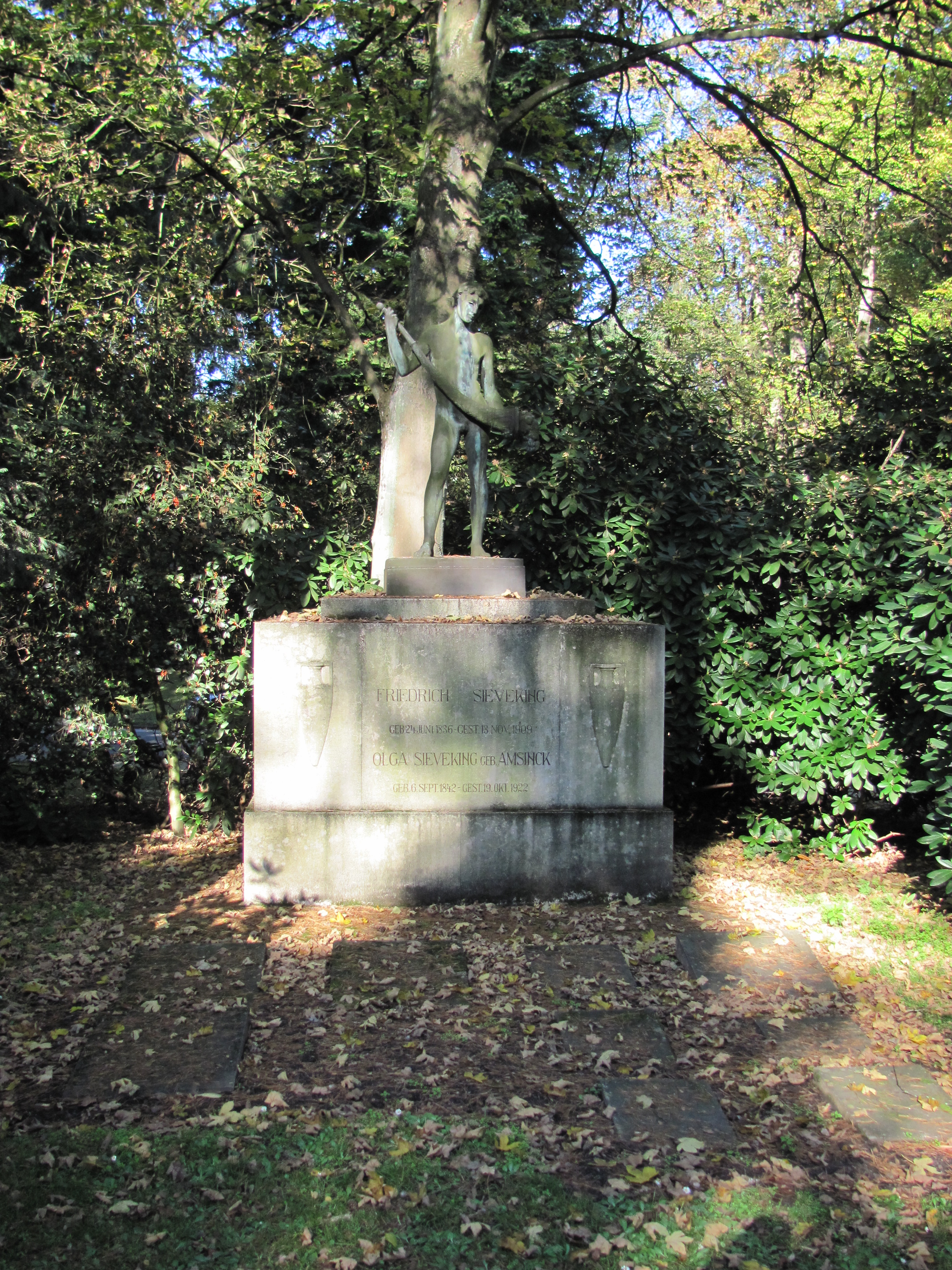
Grabmal auf dem Friedhof Ohlsdorf

Ernst Friedrich Sieveking stammte aus der alten Hamburger Kaufmanns- und Juristenfamilie Sieveking. Sein Vater Friedrich Sieveking (1798–1872) war erster Bürgermeister in Hamburg; sein Großvater Georg Heinrich Sieveking (1751–1799) gehörte zu den bekannten Aufklärern seiner Zeit.
Ernst Friedrich Sieveking studierte Rechtswissenschaften in Göttingen. In dieser Zeit trat er der Burschenschaft Brunsviga Göttingen bei.  1857 nahm er im Alter von 21 Jahren an einer Delegation Hamburger Kaufleute nach Stockholm teil, die dort Kreditverhandlungen vor dem Hintergrund der Weltwirtschaftskrise führen sollte. Am 25. Juni 1858 wurde Sieveking in Hamburg als Advokat immatrikuliert. Als Anwalt gehörte er der von Johann Carl Knauth gegründeten Sozietät Esche Schümann Commichau bis 1877 an und bearbeitete in erster Linie handelsrechtliche und seerechtliche Fälle. Im Jahr 1857 nahm Sieveking den späteren Senator und Bürgermeister Johann Heinrich Burchard und Otto Wachsmuth in seine Kanzlei auf. 1874 wurde er in die Hamburger Bürgerschaft und am 23. Mai 1877, als Nachfolger des verstorbenen Hermann Goßler, in den Hamburger Senat gewählt. 1879 schied Sieveking wieder aus dem Senat aus, um Präsident des neu gegründeten Hanseatischen Oberlandesgerichts zu werden. Formal verstieß dies gegen die damalige Hamburger Verfassung, nach der ein Senator mindestens sechs Jahre im Amt bleiben musste. Das Hanseatische Oberlandesgericht war das gemeinschaftliche Oberappellationsgericht für die Freien Reichsstädte Bremen, Hamburg und Lübeck. Es war als Nachfolger des lübeckischen Oberappellationsgericht der vier Freien Städte neu gegründet worden. Sieveking blieb bis zu seinem Tod 1909 Präsident des Gerichtes.
Als Jurist beschäftigte sich Sieveking vor allem mit dem Seerecht; ab 1889 war er Präsident der internationalen Seerechts-Konferenzen.
Sieveking war verheiratet mit Olga Wilhelmine Amsinck. Seine Tochter Alice (1866–1949) heiratete den Unternehmer Eduard Lorenz Lorenz-Meyer, seine Tochter Olga (1881–1965) den späteren Hamburger Bürgermeister Rudolf Petersen.

## Andenken

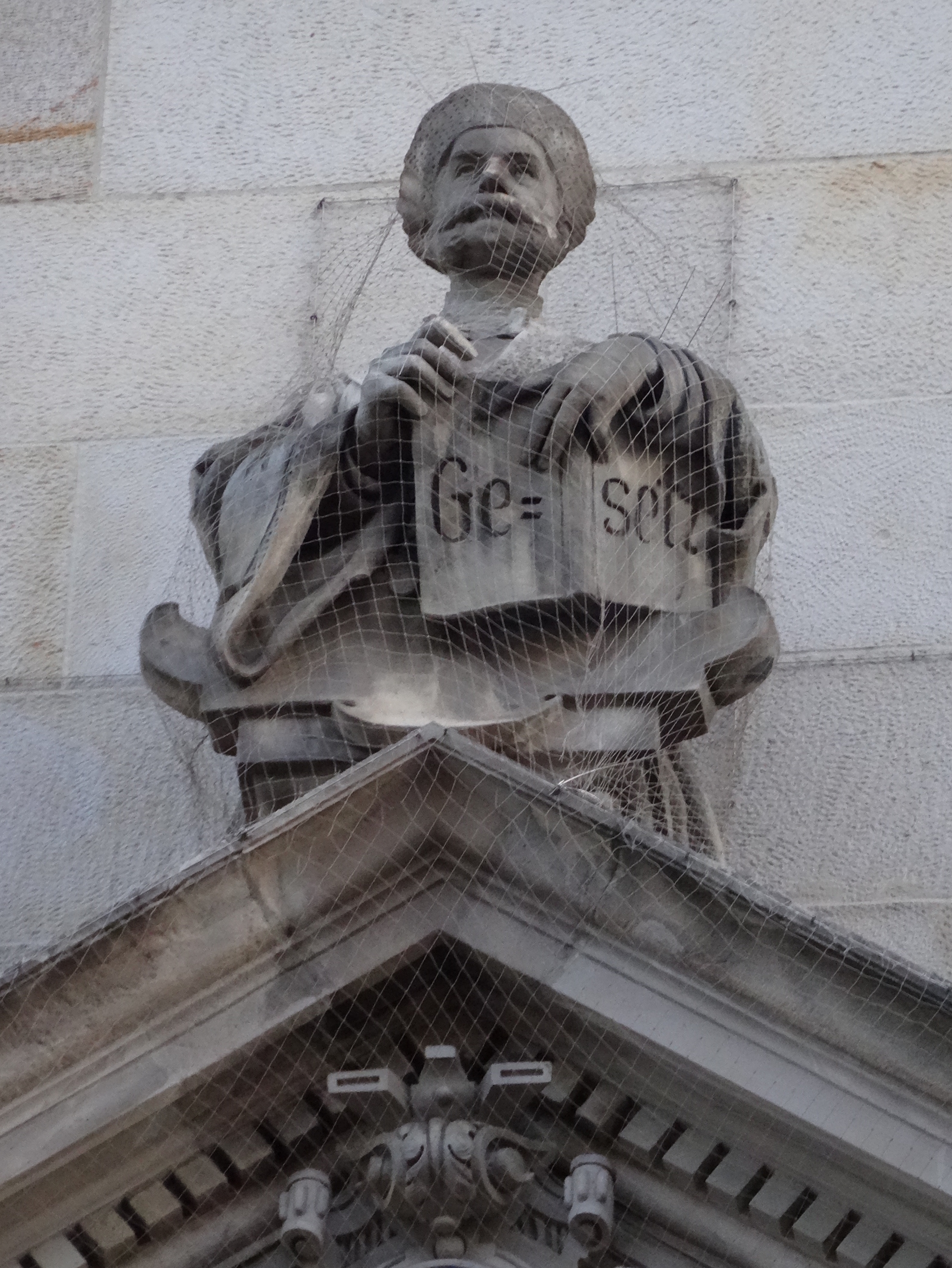
Sieveking-Büste am Hamburger Rathaus

Der Platz vor dem Hamburger Oberlandesgericht, inmitten des Justizforum Hamburg genannten Gebäude-Ensembles mehrerer Gerichte, heißt seit 1912 ihm zu Ehren Sievekingplatz. In der Vorhalle des Oberlandesgerichts erinnert eine Büste an den ersten Präsidenten. Außerdem trägt die Figur des Richters an der Fassade des Hamburger Rathauses ihm zu Ehren Sievekings Züge.